# تيد سميث (كاتب)
تيد سميث (بالإنجليزية: Ted Smith)‏ هو كاتب أمريكي، ولد في 15 يوليو 1945.